# Józefów (powiat skierniewicki)
Józefów – wieś w Polsce położona w województwie łódzkim, w powiecie skierniewickim, w gminie Bolimów.
W latach 1975–1998 miejscowość należała administracyjnie do województwa skierniewickiego.
Józefów leży w obrębie dawnego majątku Wola Szydłowiecka należącego niegdyś do rodziny Collona-Myszczyńskich. Dawna legenda głosi, że nazwa miejscowości pochodzi od imienia Józefa Myszczyńskiego – dziedzica majątku Wola Szydłowiecka. W Józefowie mieszkają rodziny pieczętujące się szlacheckimi herbami: Kolińscy (herbu Trąby), Kur (herbu własnego Kur), Żakowscy (herbu Junosza), Kobuszewscy (herbu Dąbrowa) oraz Rzepeccy (herbu Białynia).